# Max Buchner
Max Joseph August Heinrich Markus Buchner, född 25 april 1846 i München, död där 7 maj 1921, var en tysk läkare och Afrikaresande.
Buchner gjorde 1875 en jordenrunt-resa och for 1879 på uppdrag av tyska afrikanska sällskapet till Västafrika för att överbringa skänker till Mwata Yamvo. Efter ett halvt års vistelse i Mwata Yamvos residens återvände han 1882 till Europa, men följde på våren 1884 generalkonsul Gustav Nachtigal på dennes mission till Västafrika, avslöt jämte honom skyddsfördrag med Togoland och utnämndes av honom till konsul i Kamerun. Sedermera blev han direktör för Völkerkundemuseum i München. Som sådan besökte han Nya Guinea, Bismarckarkipelagen, Nya Irland, Hongkong, Kina, Japan och Ceylon.